# Léon Moltke-Huitfeldt (1898-1976)
 Der er flere personer med dette navn, se Léon Moltke-Huitfeldt.
Léon Charles Joseph greve Moltke-Huitfeldt (14. november 1898 i Paris – 11. januar 1976) var en dansk godsejer, kammerherre og hofjægermester, bror til Adam Moltke-Huitfeldt og far til Berta Moltke.
Moltke-Huitfeldt var søn af kammerherre, greve Adam Moltke-Huitfeldt og hustru Eugénie f. Bonaparte, blev student fra Ordrup Gymnasium 1917, landbrugskandidat 1922 og blev ejer af Glorup gods og af Rygård gods. Moltke-Huitfeldt var også administrator af Espe gods 1958-68.
Han var medlem af Svindinge Sogneråd 1946-66 (formand 1952-58), medlem af bestyrelsen for Den danske Provinsbank A/S, Dansk Træcellulose A/S 1961-70, A/S Hasselbalch & Co. 1955-71, A/S Dansk Rayon Væveri 1955-71 og Det danske Kunstindustrimuseum samt af repræsentantskabet for Det fyenske Brandassuranceselskab og for Dansk Industri-Halm 1951-70 samt formand for Overformynderiets lånebestyrelse i Svendborg Amtrådskreds 1958-67. 
Han blev gift 6. februar 1929 med Tove komtesse Danneskiold-Samsøe (31. maj 1909 i Rungsted – 1984), datter af ritmester, greve Knud Danneskiold-Samsøe og hustru Alice f. Hasselbalch (datter af Christian Hasselbalch).